# キバリーナ
キバリーナ（英語: Kivalina、発音: kiv-uh-LEE-nuh、イヌピアック語: Kivalliñiq）は、アメリカ合衆国アラスカ州ノースウエストアークティック郡の第二級都市 であり、実際上の村である。人口は、2000年の国勢調査時で377人、2010年の国勢調査時で374人である。
キバリーナは島に位置するが、その島は海面上昇と海岸侵食の危機にさらされている。2013年の報告によれば、この島は2025年までに冠水すると予測されている。

## 歴史
キバリーナは、1847年、ロシア帝国海軍のラヴレンティ・ザゴスキン中尉によって"Kivualinagmut"の名前で初めて報告されたイヌピアットの村である。この地は、北極圏沿岸地域とコツェビュー湾沿岸の村の間を行き来する人にとって、宿所であり続けた。2009年に発見された3柱の遺体と遺品は、一千年以上前に消滅した、捕鯨に依らないイピウタク文明を表す一例である。
キバリーナは、この地域で唯一、ホッキョククジラを狩猟対象とする村である。かつての村は、キバリーナラグーン（Kivalina Lagoon）の北端にあったが、移転した。
1900年頃、トナカイが移入し、トナカイ飼いになる者も現れた。
1960年にキバリーナに滑走路が建設され、1969年に第二級都市（second-class city）として法人化（市制移行）された。1970年代に、新しい学校と電力網が村内に建設された。
2014年12月5日、キバリーナで唯一の雑貨店が焼失した。この店舗は、旧来よりもより便利で安全にするための改築工事を行い、2015年7月に再開した。

## 地理
キバリーナは、チュクチ海とキバリーナ川の河口となっているラグーンに挟まれた、全長12キロメートルのバリアー島の南端に位置する 。キバリーナが属する郡の郡庁所在地であるコツェビューからは、北西に130キロメートルほど離れている。
アメリカ合衆国国勢調査局によると 、この村の総面積は3.9平方マイル (10 km2)で、うち1.9平方マイル (4.9 km2)が陸地で、2.0平方マイル (5.2 km2)は水域である。

### 気候
| キバリーナ (1991–2020)の気候             | キバリーナ (1991–2020)の気候 | キバリーナ (1991–2020)の気候 | キバリーナ (1991–2020)の気候 | キバリーナ (1991–2020)の気候 | キバリーナ (1991–2020)の気候 | キバリーナ (1991–2020)の気候 | キバリーナ (1991–2020)の気候 | キバリーナ (1991–2020)の気候 | キバリーナ (1991–2020)の気候 | キバリーナ (1991–2020)の気候 | キバリーナ (1991–2020)の気候 | キバリーナ (1991–2020)の気候 | キバリーナ (1991–2020)の気候 |
| 月                                       | 1月                          | 2月                          | 3月                          | 4月                          | 5月                          | 6月                          | 7月                          | 8月                          | 9月                          | 10月                         | 11月                         | 12月                         | 年                           |
| ---------------------------------------- | ---------------------------- | ---------------------------- | ---------------------------- | ---------------------------- | ---------------------------- | ---------------------------- | ---------------------------- | ---------------------------- | ---------------------------- | ---------------------------- | ---------------------------- | ---------------------------- | ---------------------------- |
| 最高気温記録 °C （°F）                   | 8 (47)                       | 11 (52)                      | 9 (48)                       | 17 (62)                      | 20 (68)                      | 36 (96)                      | 34 (94)                      | 24 (76)                      | 18 (65)                      | 14 (58)                      | 4 (40)                       | 4 (39)                       | 36 (96)                      |
| 平均最高気温 °C （°F）                   | −14.1 (6.6)                  | −12.4 (9.7)                  | −12.6 (9.3)                  | −4.7 (23.5)                  | 3.4 (38.1)                   | 10.0 (50)                    | 13.5 (56.3)                  | 12.5 (54.5)                  | 7.9 (46.2)                   | −0.8 (30.6)                  | −8.2 (17.2)                  | −12.2 (10)                   | −1.48 (29.33)                |
| 日平均気温 °C （°F）                     | −18.4 (−1.1)                 | −17.1 (1.2)                  | −17.3 (0.9)                  | −9.6 (14.7)                  | 0.1 (32.2)                   | 6.6 (43.9)                   | 10.5 (50.9)                  | 9.5 (49.1)                   | 4.8 (40.6)                   | −3.6 (25.5)                  | −11.4 (11.5)                 | −16.2 (2.8)                  | −5.17 (22.68)                |
| 平均最低気温 °C （°F）                   | −22.8 (−9)                   | −21.7 (−7.1)                 | −22.0 (−7.6)                 | −14.4 (6.1)                  | −3.4 (25.9)                  | 3.2 (37.8)                   | 7.5 (45.5)                   | 6.5 (43.7)                   | 1.7 (35.1)                   | −6.3 (20.7)                  | −14.7 (5.5)                  | −20.1 (−4.2)                 | −8.87 (16.03)                |
| 最低気温記録 °C （°F）                   | −46 (−50)                    | −48 (−54)                    | −41 (−41)                    | −33 (−27)                    | −23 (−9)                     | −6 (21)                      | 1 (33)                       | −2 (28)                      | −11 (12)                     | −22 (−8)                     | −34 (−30)                    | −41 (−41)                    | −48 (−54)                    |
| 降水量 mm （inch）                       | 7.1 (0.28)                   | 11.2 (0.441)                 | 4.6 (0.181)                  | 14.2 (0.559)                 | 14.5 (0.571)                 | 20.1 (0.791)                 | 35.8 (1.409)                 | 59.2 (2.331)                 | 38.6 (1.52)                  | 23.6 (0.929)                 | 13.0 (0.512)                 | 4.3 (0.169)                  | 246.2 (9.693)                |
| 平均降雨日数                             | 5.3                          | 6.2                          | 3.0                          | 4.5                          | 6.6                          | 6.4                          | 12.2                         | 14.2                         | 12.1                         | 8.5                          | 6.5                          | 3.8                          | 89.3                         |
| 出典：NOWData - NOAA Online Weather Data |                              |                              |                              |                              |                              |                              |                              |                              |                              |                              |                              |                              |                              |

## 環境問題
嵐による深刻な海岸侵食が発生していることから、キバリーナ市は現在地から12キロメートル離れた場所にまるごと移転したいと考えており、代替地に関する調査が進行中である。アメリカ陸軍工兵司令部は、移転に係る費用を9,500万ドルから1億2,500万ドルと見積り、会計検査院は、同じく1億ドルから4億ドルと見積もっている。
2011年、ヘイマーケット・ブックス（Haymarket Books）は、クリスティン・シアラー（Christine Shearer）による著書、“Kivalina : A Climate Change Story”を出版した。

### キバリーナ市を巡る裁判
2008年2月14日、キバリーナ市と連邦承認部族のキバリーナ村アラスカ原住民（Alaska Native Village of Kivalina）は、エクソンモービルと他8社の石油会社、電力会社14社、石炭企業1社を相手取った訴訟をサンフランシスコ連邦裁判所に起こした。訴訟事由は、被告らが排出した温室効果ガスが地球温暖化に悪影響を与えており、そのせいでコミュニティの存続が危ぶまれているというものであった。裁判では、移転に係る費用は4億ドルにも上ると推定された が、温室効果ガスの排出規制は司法というよりかは政治にかかわる問題であり、解決は法廷というよりかは議会や政権によってなされるべきという立場から、2009年9月30日にこの訴えを斥けた。
また、キバリーナ市は、カナダの鉱業会社テック・コミンコ（Teck Cominco）を市の水源を汚染したとして訴えた。 

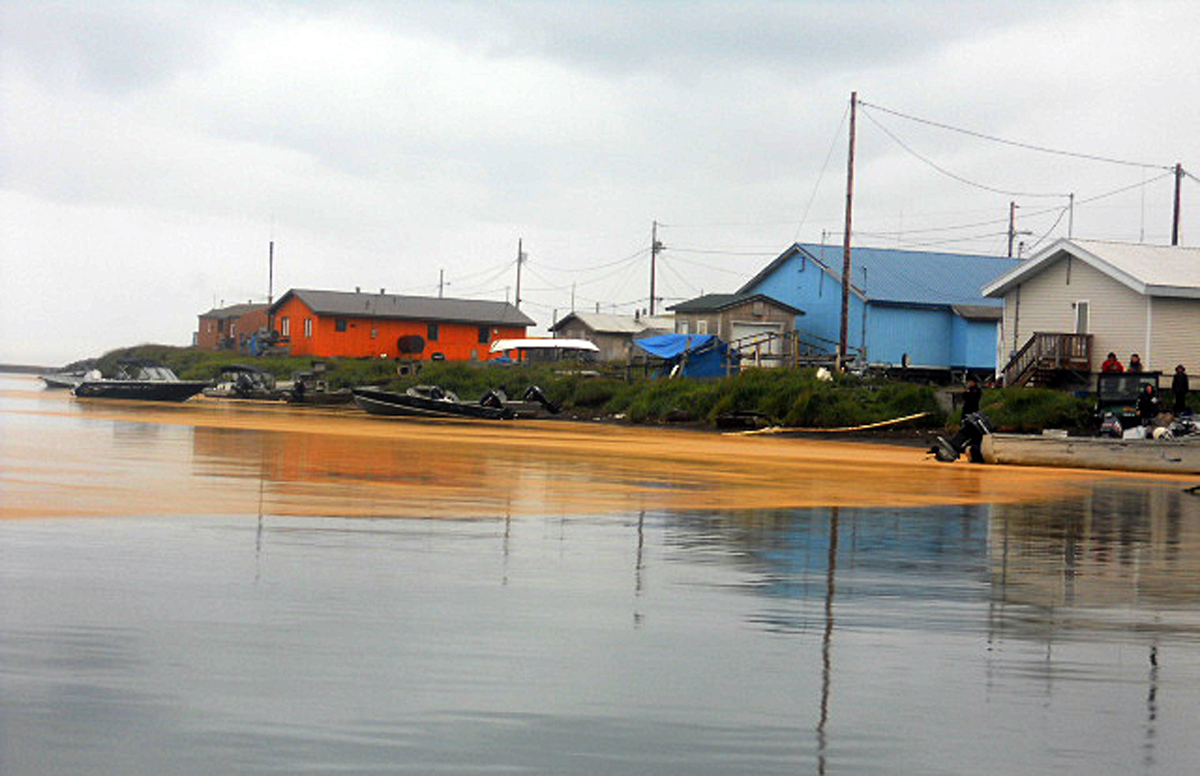
"Orange goo"